# Les Noces de Cana (Véronèse)
Pour les articles homonymes, voir Les Noces de Cana.
Les Noces de Cana est un tableau réalisé par le peintre vénitien Paul Véronèse en 1563 sur le thème iconographique des Noces de Cana, il est exposé au musée du Louvre, à Paris.

## Histoire
Le tableau est commandé le 6 juin 1562 par le bénédictin Paul du monastère San Giorgio Maggiore, à Venise. Il est destiné au réfectoire du monastère, dont Palladio vient d’achever cette même année la rénovation. Il est présenté en hauteur, sans cadre et est éclairé par une lumière naturelle. Le contrat précise que Véronèse peut peindre autant de figures qu’il est possible d’en faire entrer dans le tableau, une formule sans doute suggérée par Véronèse lui-même. Il précise encore que le tableau devra être « de même largeur et de même hauteur que le mur de face, l’occupant tout entier. » Véronèse doit avoir achevé le tableau pour le 8 septembre 1563. Il reçoit paiement de la somme de 300 ducats le 6 octobre 1563 « pour le grand tableau fait dans le réfectoire des révérends pères de San Giorgio Maggiore ».

### Le tableau en France
Le tableau fait partie des œuvres d’art attribuées à la France en vertu du traité de Campo-Formio du 17 octobre 1797 au titre des contributions de guerre à la suite de la première campagne d'Italie. Il est découpé en sept lais qui furent par la suite recollés en France. Le 31 juillet 1798, Les Noces de Cana entrent au Muséum central des arts, l’actuel musée du Louvre. Il est exposé au premier étage, dans la salle 711, avec la Joconde de Léonard de Vinci.
En 1815, l’Autriche, puissance occupante de l’Italie, réclame le retour à Venise des Noces de Cana. Dominique Vivant Denon parvient à convaincre le commissaire autrichien que la fragilité et les dimensions de la toile rendraient son transport très difficile. L’Autriche reçoit en échange du tableau de Véronèse La Madeleine chez le pharisien de Charles Le Brun « pour le suppléer dans le réfectoire du couvent des Bénédictins de San Giorgio Maggiore ».
En 1870, le tableau est mis en sécurité à l’Arsenal de Brest. Il est de retour au Louvre l’année suivante. En 1939, on décide d'évacuer une partie des collections. Une caisse contenant Les Noces de Cana est chargée sur une remorque louée à la Comédie-Française à destination de Chambord, puis de Louvigny et de l’abbaye de Loc-Dieu. En novembre 1942, le tableau retourne au Louvre. En 1947, la commission de restauration juge le tableau en bon état, malgré un « arrachement de la peinture le long du bord de la colonne de gauche (…) dû à l‘affaissement du cylindre sur lequel le tableau était enroulé ».

### La restauration

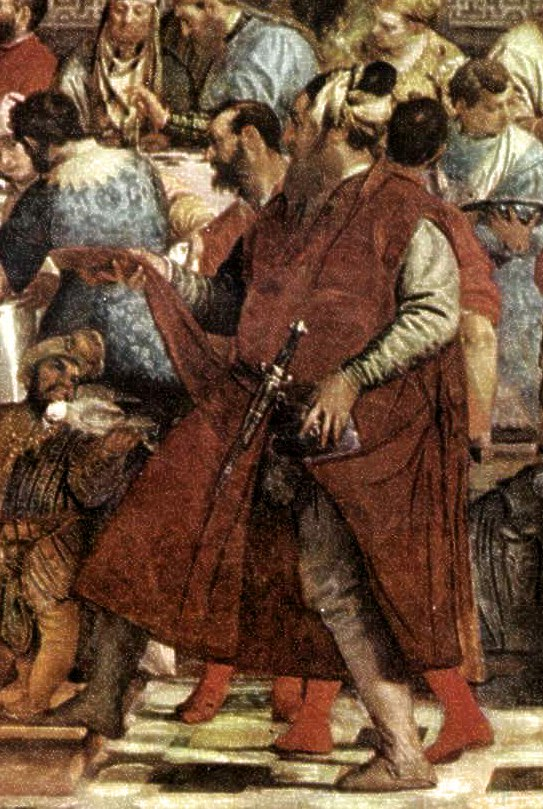
Les Noces de Cana, détail du personnage au centre du tableau portant un habit rouge avant la restauration.

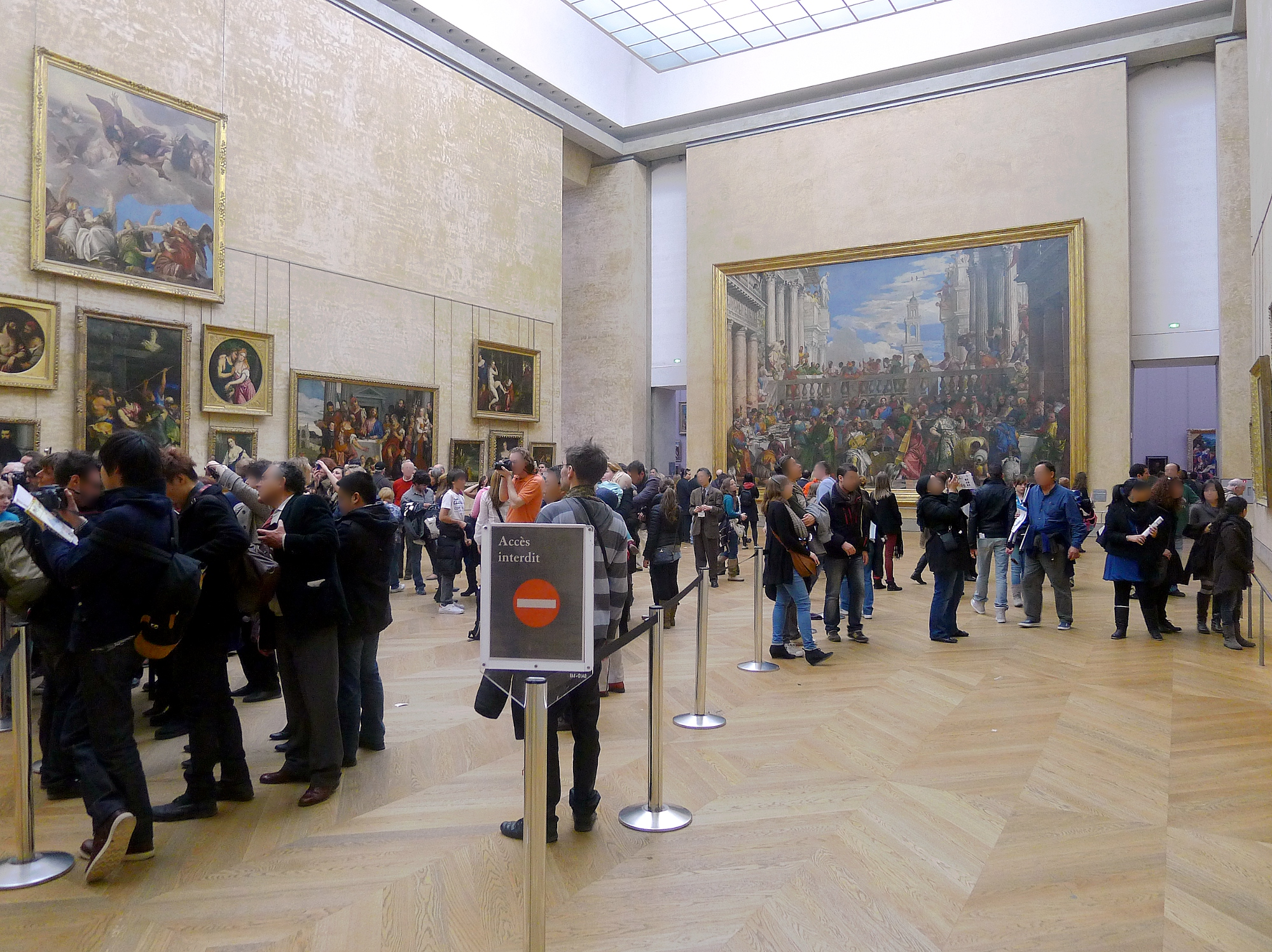
Salle du Louvre où se trouve exposé depuis 2005 le tableau Les Noces de Cana.

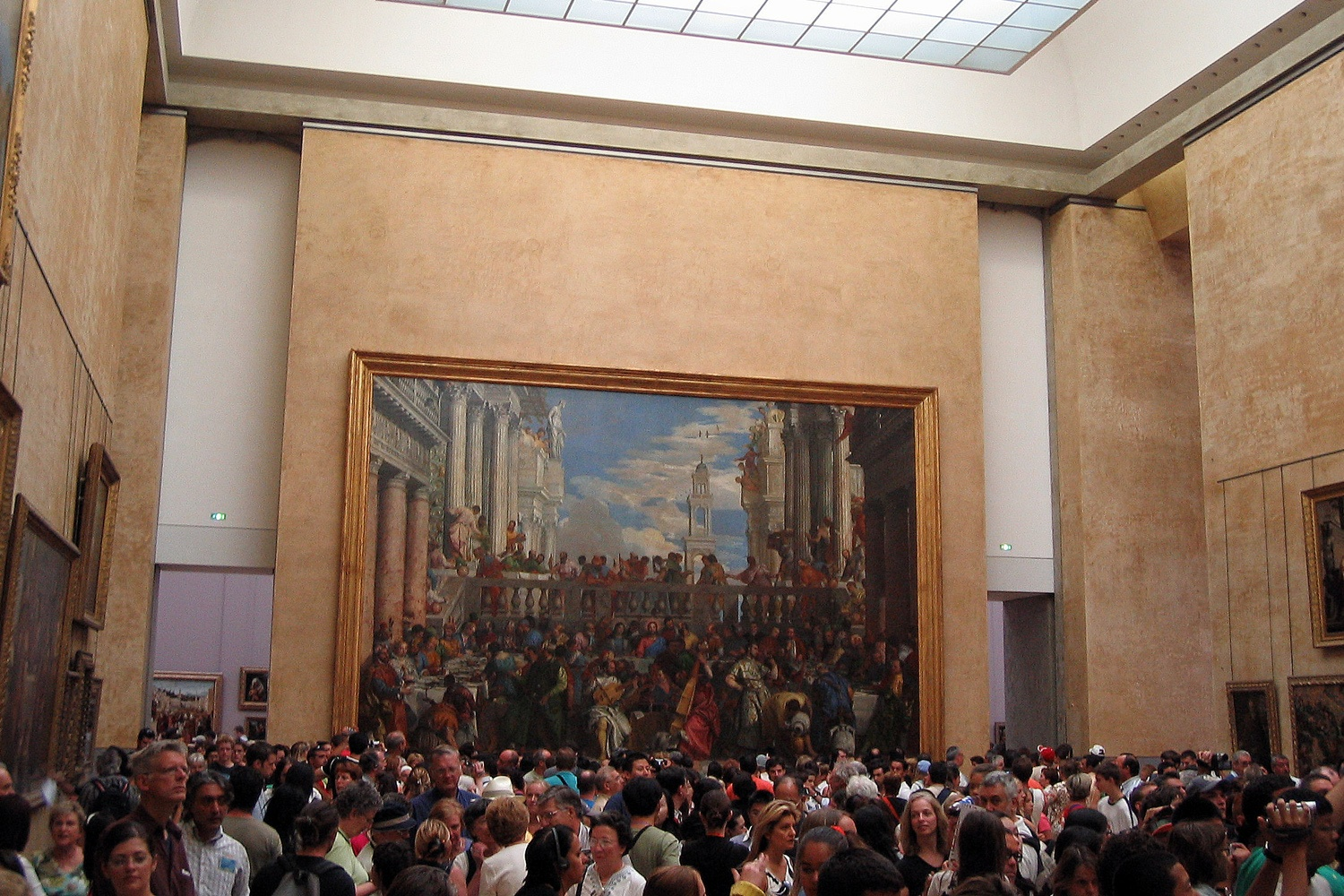
Les Noces de Cana au Louvre en 2013.

De 1990 à 1992, le tableau connaît une restauration médiatisée. Il s’agit d’une restauration sur échafaudage, in situ et face au public.

« La vaste surface de la toile (67 m2 environ) et les délais impartis pour mener à bien la restauration (deux ans et demi) nécessitent la constitution d’une équipe de six restauratrices, dont les principes, les méthodes et les moyens mis en œuvre sont rigoureusement identiques. Marie-Alice Belcour, Géraldine Guillaume-Chavannes, Franziska Hourrière, Geneviève Lepavec, Nathalie Pincas et Nicole Tournay ont su atteindre, par leur grande expérience et leur talent, un résultat unique où aucune trace des six mains n’est perceptible. »

À l’issue de la restauration, le 3 juin 1992 « au cours d’une manutention, l’œuvre est déchirée en plusieurs endroits dans les parties secondaires de la composition […]. La restauration du support est aussitôt entreprise par Yves Lepavec », mais c’est un autre incident qui fait débat : la découverte que le manteau d'un des personnages n’a pas toujours été de la même couleur. La question est de savoir si la couleur connue du public jusqu’ici était un repentir ou un repeint (une restauration sauvage d’un siècle précédent).
Alors que la restauration s’achève, l’avocat Arno Klarsfeld et la mannequin Carla Bruni militent pour le retour du tableau dans le réfectoire des bénédictins de San Giorgio Maggiore à Venise. Leur combat, bien que très médiatisé, n’a pas abouti. Néanmoins, une copie fidèle est exposée à son emplacement originel dans le réfectoire du monastère de San Giorgio Maggiore : elle est réalisée par l'entreprise Factum Arte sous la direction d'Adam Lowe en 2007. Elle est réalisée au Louvre dans des conditions drastiques : le musée parisien ne voulait pas qu'on touche l'œuvre ; la copie doit se faire la nuit, en dehors de la présence des visiteurs, et sous la surveillance de deux gardiens. Le tableau est numérisé par des lasers, d'un scanner 3D et de photographies. Tous les fichiers numériques sont rassemblés à Madrid et la copie est réalisée à l'aide d'une imprimante spécialement conçue pour l'œuvre. Le 11 septembre 2007, au bout de sept mois de travail, la copie des Noces de Cana est présentée dans le réfectoire du monastère de San Giorgio Maggiore, à l'emplacement exact de l'original, en présence de 700 personnes, parmi lesquelles des cardinaux, des militaires en uniformes et des historiens de l'art.

## Description physique du tableau
Avec son format de 677 × 994 cm, Les Noces de Cana est un des plus imposants des tableaux anciens présents dans les collections nationales françaises et, en tout cas, de celles du Louvre.

### Les personnages
On y dénombre 130 personnages, dont certains portraits de contemporains du peintre, comme Pierre l'Arétin.
Au centre de la tablée, à l’endroit que devraient occuper les mariés, se trouve Jésus-Christ entouré de sa mère la Vierge Marie, de ses disciples, de clercs, de princes, d’aristocrates vénitiens, du peuple et de nombreux serviteurs. Jésus et Marie sont nimbés d’une auréole ; celle du Christ est la plus lumineuse. Les mariés, eux, sont à l’extrême gauche de la toile, relégués en bout de table.
Le poète Marco Boschini est le premier, au milieu du XVIIe siècle, à interpréter le groupe de musiciens qui se trouve au centre du tableau comme des portraits de Véronèse, Bassano, Le Tintoret, et le Titien : Véronèse, une viole à archet, ancêtre de la viole de gambe, à la main, Bassano, tenant un cornet droit, Tintoret avec une petite viole soprano et le Titien avec un violone. Cette séduisante interprétation se heurte au peu de ressemblance des musiciens des Noces de Cana avec les autoportraits de ces peintres. Une étude plus récente relie l'identité du musicien assis derrière Véronèse à Diego Ortiz, maître de chapelle du royaume de Naples.

## Analyse
Insistant sur la fête que constituent des noces plus que sur la lourde symbolique qu'impose l'illustration de textes issus de l'Évangile, Véronèse semble se complaire dans une ivresse toute vénitienne (on disait des Vénitiens qu'ils croyaient « énormément en saint Marc, assez en Dieu et peu ou pas du tout au pape »), ultra-moderne (certains éléments d'architecture sont empruntés à des bâtiments créés par Palladio l'année-même) et cosmopolite (sont mêlés vêtements orientaux et occidentaux).

## Interprétation religieuse
Jésus transforme l'eau en vin. Ce premier miracle du Christ marque son entrée dans la vie publique. La toile est très fidèle à l'Évangile de Jean (I;I-II)). La seule différence vient du fait que le peintre transpose le banquet dans un contexte vénitien contemporain.
Malgré ses couleurs chatoyantes et sa foule joyeuse, le tableau de Véronèse contient sa part d'ombre. Plusieurs signes renvoient à la finitude de l'homme.
Sur la table de musique, au centre du tableau, un sablier est posé. Il souligne ainsi l'idée du temps qui passe et ne se rattrape pas. La musique jouée par l'orchestre prend alors un sens : une forme de mise en garde à l'attention des convives.
À l'exact centre de la toile, juste au-dessus de la tête de Jésus de Nazareth, un boucher découpe un morceau d'agneau alors que sur la table, le dessert est déjà en train d'être servi. Ce détail annonce le futur sacrifice de Jésus. Jésus est en effet l'agneau sacrificiel, Agnus Dei.
Juste à côté de la figure du Christ sa mère, Marie porte un voile noir préfigurant le deuil prochain de son fils. Avec son doigt, elle désigne un verre vide. Ainsi, elle incite Jésus à accomplir son premier miracle.
La transformation de l'eau en vin annonce le passage de l'Ancienne Loi, celle des Hébreux qui se purifiaient par l'eau dans les temples, à la nouvelle Loi, celle du Christ qui se fera dans le sang lors de la Crucifixion, nouvelle Loi d'amour et de sacrifice.
Il s'agit aussi du passage du sacrifice réel de l'agneau lors de la pâque juive à sa représentation symbolique (Jésus devient l'agneau et le vin sera le sang).
En haut à droite un homme porte une sorte de planche avec de la viande « morte », ce qui fait référence à la mise au tombeau de Jésus.

## Postérité
La peinture fait partie du musée imaginaire de l'historien français Paul Veyne, qui le décrit dans son ouvrage justement intitulé Mon musée imaginaire. Elle relève également des « 105 œuvres décisives de la peinture occidentale » constituant celui de Michel Butor. Elle aurait inspiré des artistes comme Delacroix, Géricault, Ingres ou encore Cézanne.

### Documentaires
- 2015, Carlos Franklin : Les Noces de Cana de Paul Véronèse in Les Petits Secrets des grands tableaux.